# Who Am I This Time?
Who Am I This Time? je americký televizní dramatický film režiséra Jonathana Demmea. Je založen na stejnojmenné povídce Kurta Vonneguta a scénář napsal Neal Miller. Hlavní role ve filmu hrají Christopher Walken a Susan Sarandonová. Autorem hudby k filmu je velšský hudebník a skladatel John Cale, který s režisérem spolupracoval již v roce 1974 na jeho režijním debutu Caged Heat.

## Obsazení
| Susan Sarandonová  | Helene Shaw    |
| Christopher Walken | Harry Nash     |
| Robert Ridgely     | George Johnson |
| Dorothy Patterson  | Doris          |
| Caitlin Hart       | Lydia          |
| Les Podewell       | Les            |
| Aaron Freeman      | Andrew         |
| Jerry Vile         | Albert         |
| Paula Frances      | Minnie         |